# (4950) House
(4950) House (1988 XO1) – planetoida z pasa głównego asteroid okrążająca Słońce w ciągu 4,56 lat w średniej odległości 2,75 j.a. Odkryta 7 grudnia 1988 roku.